# St. Marien (Nenkersdorf)

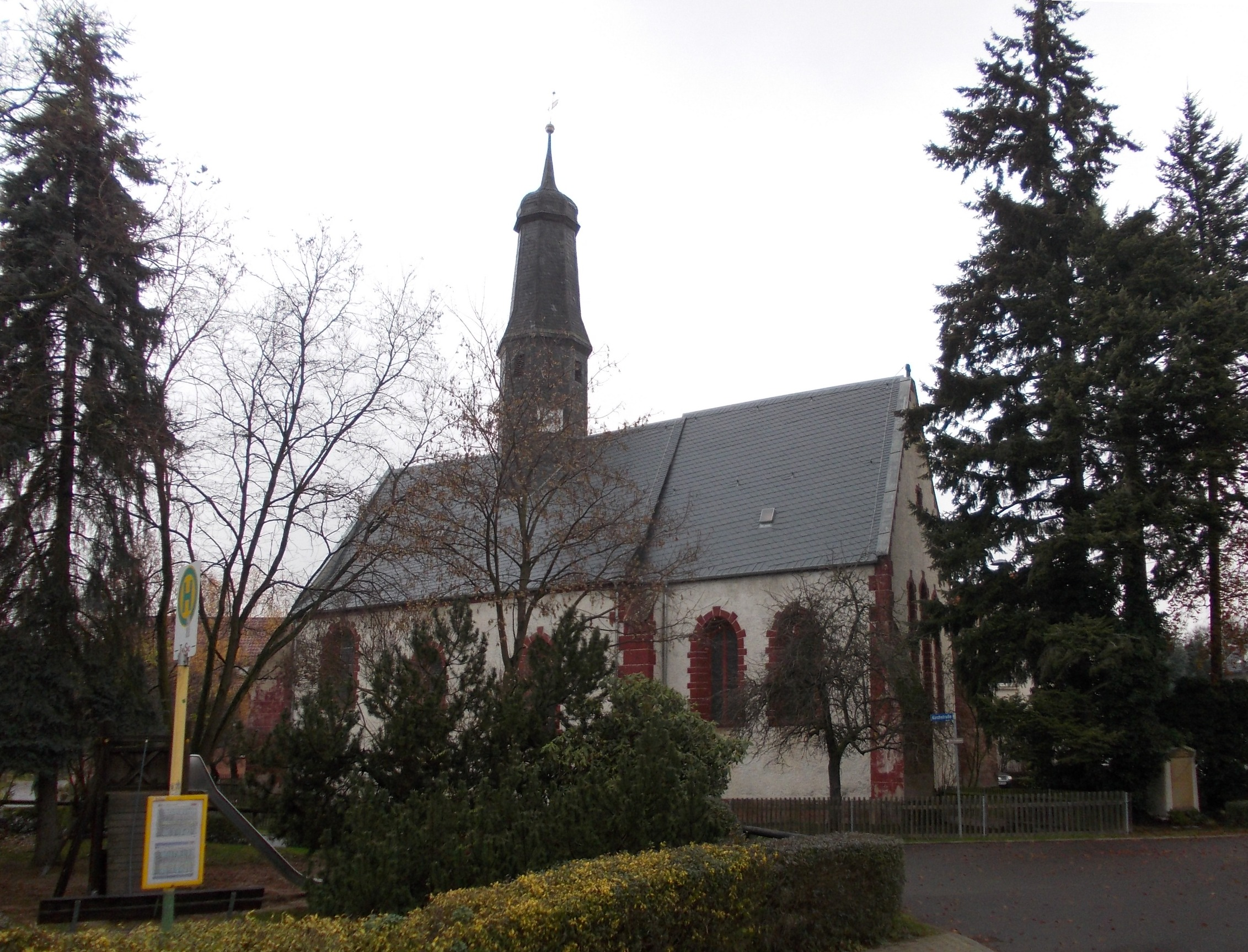
St. Marien in Nenkersdorf

Die evangelische Kirche St. Marien ist eine im Kern romanische Saalkirche im Ortsteil Nenkersdorf von Frohburg im Landkreis Leipzig in Sachsen. Sie gehört zum Kirchspiel Kohrener Land-Wyhratal im Kirchenbezirk Leipziger Land der Evangelisch-Lutherischen Landeskirche Sachsens.

## Geschichte und Architektur
Die ehemalige Wallfahrtskirche ist eine große Saalkirche mit romanischem Ursprung, die im Jahr 1187 geweiht wurde. Der Chor wurde in der ersten Hälfte des 14. Jahrhunderts hinzugefügt, wobei auch Maßwerkfenster im Saal eingesetzt wurden. Im Jahr 1702 erhielt die Kirche eine barocke Ausstattung, eine Restaurierung erfolgte in den Jahren 1969–74.
Das Bauwerk ist ein verputzter Bruchsteinbau mit eingezogenem, gerade geschlossenem Chor und ausgeprägten Strebepfeilern an den Ecken; es wird von einem Dachreiter bekrönt. An der Nordseite des Saales sind noch romanische Rundbogenfenster, an der West- und Südseite spätgotische Spitzbogenfenster, teils mit Maßwerk. Eine Dreifenstergruppe aus schmalen Lanzettfenstern ist in der Ostseite eingelassen. An der Nordseite schließen sich Loge und Vorhalle des 18. Jahrhunderts aus Fachwerk an.
Das Innere zeigt eine beeindruckend einheitliche Gestaltung und wird durch die barocke Ausmalung, eine Felderdecke und Holzpfeiler, Emporenbrüstungen und -unterseiten, Betstuben und das ehemalige Chorgestühl charakterisiert, die mit grünen Akanthusblättern auf gelbem Grund bemalt und von marmorierter Rahmung begleitet sind. Emporen mit kräftig profilierten Brüstungen sind an der Nord- und Westseite angebracht, im Chor eine Loge mit zwei Wappenschilden an der Brüstung.

## Ausstattung
Das Hauptstück der Ausstattung ist ein zweifach wandelbarer Schnitzaltar von herausragender Qualität aus einer Altenburger Werkstatt mit der Jahreszahl 1519. Er zeigt in der Predella eine gemalte Darstellung des Schweißtuches der Heiligen Veronika, darüber das Künstlerzeichen SL und das Wappen des Bischofs Vinzenz von Schleinitz. Im Schrein sind die Schnitzfiguren von Maria, Johannes dem Täufer und Johannes dem Evangelisten, in den Flügeln jeweils sechs Heilige (Ursula, Valentin, Agatha, Margareta, Otto und Katharina sowie Barbara, Nikolaus, Lucia, Andreas, Laurentius und Bartholomäus) dargestellt: In der ersten Wandlung sind gemalte Darstellungen der Verkündigung, Begegnung an der Goldenen Pforte, Geburt und Anbetung sowie Ölbergszene, Geißelung, Verhöhnung und Kreuzigung zu sehen. Die zweite Wandlung zeigt die qualitätvolleren Darstellungen von Johannes dem Täufer, Michael, Benedictus und Johannes Evangelista. Das Gesprenge zeigt die aufwändig geschnitzten, großformatigen Schnitzfiguren von Georg, Christophorus, Maria, Sebastian und Mauritius.
Die schlichte Taufe aus Rochlitzer Porphyr wurde um 1200 geschaffen. Die Kanzel vom Anfang des 16. Jahrhunderts mit Treppe und oktogonalem, marmoriertem Korb zeigt in schmalen Feldern Darstellungen von Christus und den Evangelisten. Ein Holzrelief mit der Darstellung der Kreuzigung in einem Akanthusrahmen ist ein Werk vom Ende des 18. Jahrhunderts.
Die Orgel ist ein Werk von Richard Kreutzbach aus dem Jahr 1885 in einem barocken Gehäuse einer Orgel von Johann Peter Penick (1715) mit 11 Registern auf zwei Manualen und Pedal.